# Berislav Andrijević
Berislav Andrijević (Ivanjska, BiH, 1. rujna 1936. – Zagreb, 27. svibnja 2021.), doktor društvenih znanosti iz područja ekonomije – marketinga.
Prof. dr. sc. Berislav Andrijević je završio Osnovnu školu u Ivanjskoj, a nižu i višu gimnaziju u Banjoj Luci i Prijedoru. Vojno školovanje u trogodišnjem trajanju, koje ima rang fakulteta, završio je 1964. godine u Beogradu. Fakultet ekonomskih znanosti završio je u Zagrebu 1973. Godine 1975. je magistrirao, a 1980. doktorirao na Ekonomskom fakultetu u Zagrebu. Nakon magistriranja 1975. godine, kao prvi u svojoj generaciji, izabran je za predavača na Fakultetu za vanjsku trgovinu u Zagrebu.  Za izvanrednog profesora izabran je 1980., a u zvanje redovnog profesora 1987. godine, i iste godine u znanstvenog savjetnika. Godine 1995. izabran je u zvanje redovnog profesora u trajnom zvanju, a 1995. izabran je u zvanje redovnog profesora u trajnom zvanju.
Godine 1980. započinje radni odnos na Ekonomskom fakultetu u Zagrebu. Predavao je Ekonomiku obrane, a 1997. godine uveo novu znanstvenu disciplinu Ekonomika nacionalne sigurnosti. Predavao je i predmete: Poslovanje turističkih poduzeća u posebnim uvjetima i Tehnika opskrbe u posebnim uvjetima. Na Ekonomskom fakultetu radio je do 2007.Poslije toga bio je profesor na Visokoj poslovnoj školi za turistički i hotelski menadžment „UTILUS“ na predmetu Osnove marketinga, a na Veleučilištu „Hrvatsko zagorje – Krapina“ predaje predmete: Osnove menadžmenta, Menadžment, Marketing u transportu i Upravljanje malim i srednjim poduzećima.
U svom nastavničkom radu povremeno je predavao predmete Ekonomskog fakulteta u 5 centara Njemačke (Berlin, München, Stuttgart, Frankfurt, Mulheim ad Ruhr) i 2 centra Švicarske (Sent Gallen i Zurich), te u 4 centra u Hrvatskoj (Zabok, Čakovec, Koprivnica i Bjelovar).
Objavio je pet knjiga iz Marketinga i dvije knjige iz Ekonomike nacionalne obrane i sigurnosti, te ima objavljenih preko 100 članaka iz područja ekonomije. Za objavljenu knjigu Ekonomika obrane 1992. godine dobio je Fakultetsku nagradu „Mijo Mirković“ za izvanredan doprinos ekonomskoj znanosti.
Sudjelovao je u povjerenstvima za obranu magistarskih radova i doktorskih disertacija, a preko 1000 studenata obranilo je kod njega i svoje diplomske radove.
Prof.dr.sc. Berislav Andrijević se dugo godina bavi znanstvenim radom u oblasti vojne sile, rata i obrane, a naročito polemologijskim pitanjima rata, obrambenim ratom, obrambenim pripremama, ekonomikom obrane i marketingom u funkciji obrane.
Otac je dvije kćeri, Vesne i Biljane. Vesna Andrijević Matovac, doc.dr. na Ekonomskom fakultetu, inicirala je osnivanje Udruge žena oboljelih i liječenih od raka SVE za NJU 2008. i bila je njezina prva predsjednica od osnivanja do 2011. kad je prerano preminula. Kćerka Biljana Andrijević Derk je doktorica na Klinici za očne bolesti u Vinogradskoj.